# Željko Senečić
Željko Senečić (Zagreb, 18. siječnja 1933. – Zagreb, 1. siječnja 2018.), bio je hrvatski filmski i kazališni scenograf, redatelj, dizajner interijera, scenarist i slikar.

## Životopis
Rodio se je u Zagrebu. U rodnom je gradu diplomirao slikarstvo na Akademiji likovnih umjetnosti te scenografiju na Akademiji dramske umjetnosti.
Scenograf je brojnih hrvatskih i inozemnih filmova, televizijskih filmova i televizijskih serija. 
Suautor je scenarija za film Događaj, Kuća
Dizajnirao je interijere nekih kafića i diskoklubova.
Redatelj je filmova Zavaravanje i Dubrovački suton.
Također je autor filmova o četvorici hrvatskih slikara: o Dušanu Džamonji, Josipu Vaništi, Josipu Račiću i Đuri Pulitici.
Kao slikar 30 je puta samostalno izlagao.
Preminuo je 1 siječnja 2018. godine u 85. godini života.

## Istaknute scenografije
- Breza
- Rondo (1966.)
- Tko pjeva zlo ne misli (1970.)
- Limeni bubanj (1979.)
- Glembajevi (1988.)
- Čaruga (1991.) (1992.)
- serija Dvanaest žigosanih
- "A.G.Matoš, Zagreb i Sveučilišna biblioteka", dokumentarac (2017.)

## Knjige
- Pont Neuf
- Dno
- Zagrebački motivi

## Nagrade
- 4 puta Zlatna arena za scenografiju
- Nagrada Vladimir Nazor za životno djelo
- Velika nagrada na Salonu nacija 1984. u Parizu
- Gavellina nagrada za scenografiju "Posmrtne sonate"
- Nagrada Zlatni Oktavijan za životno djelo za scenografiju u hrvatskoj kinematografiji (2015.)[1]

## Vanjske poveznice
- Filmski programi